# Partidul de Centru (Estonia)
Partidul de Centru (Eesti Keskerakond în estonă) este un partid politic social-liberal din Estonia.
1. ↑   https://www.riigikogu.ee/tutvustus-ja-ajalugu/riigikogu-ajalugu/xiii-riigikogu-koosseis/juhatus-ja-liikmed/ Lipsește sau este vid: |title= (ajutor)